# Кунс, Малколм
Малколм Кунс (англ. Malcolm Koonce; 9 июня 1998, Пикскилл, Нью-Йорк) — профессиональный американский футболист, выступающий на позиции ди-энда в клубе НФЛ «Лас-Вегас Рэйдерс». На студенческом уровне играл за команду университета штата Нью-Йорк в Буффало. На драфте НФЛ 2021 года был выбран в третьем раунде.

## Биография
Малколм Кунс родился 9 июня 1998 года в Пикскилле в штате Нью-Йорк. Он окончил старшую школу имени архиепископа Алоизие Степинаца, играл в регби, затем переключился на американский футбол. В 2015 году в составе школьной команды он стал победителем чемпионата штата Нью-Йорк, был включён в сборную звёзд турнира по версии газеты Journal News. После выпуска он один год провёл в подготовительной академии Милфорд, в январе 2017 года поступил в университет штата Нью-Йорк в Буффало.

### Любительская карьера
В футбольном турнире NCAA Кунс дебютировал в 2017 году. Он был одним из запасных ди-эндов команды, сыграл в двенадцати матчах, сделав один сэк. В сезоне 2018 года он провёл четырнадцать игр с тремя сделанными сэками. На третий год карьеры игровое время Кунса выросло, он стал одним из лидеров команды. В 2019 году он сделал девять сэков и был включён в состав сборной звёзд конференции MAC.
Перед стартом турнира 2020 года Кунс назывался в числе претендентов на трофей Бронко Нагурски, вручаемый лучшему ди-энду студенческого футбола. В стартовом составе команды он провёл шесть матчей, сделав 30 захватов и пять сэков. По итогам сезона он второй год подряд вошёл в состав сборной звёзд конференции.

#### Статистика выступлений в NCAA
| Сезон | Команда       | Игры | Захваты | Захваты | Захваты | Захваты | Захваты | Перехваты | Перехваты | Перехваты | Перехваты | Перехваты | Фамблы | Фамблы | Фамблы | Фамблы |
| Сезон | Команда       | Игры | Solo    | Ast     | Tot     | Loss    | Sk      | Int       | Yds       | Y/R       | TD        | PD        | FR     | Yds    | TD     | FF     |
| ----- | ------------- | ---- | ------- | ------- | ------- | ------- | ------- | --------- | --------- | --------- | --------- | --------- | ------ | ------ | ------ | ------ |
| 2017  | Баффало Буллс | 12   | 9       | 7       | 16      | 1,0     | 1,0     | 0         | 0         | 0         | 0         | 0         | 0      | 0      | 0      | 0      |
| 2018  | Баффало Буллс | 14   | 16      | 14      | 30      | 4,0     | 3,0     | 0         | 0         | 0,0       | 0         | 1         | 0      | 0      | 0      | 1      |
| 2019  | Баффало Буллс | 11   | 21      | 12      | 33      | 11,0    | 8,0     | 0         | 0         | 0,0       | 0         | 0         | 0      | 0      | 0      | 3      |
| 2020  | Баффало Буллс | 6    | 16      | 14      | 30      | 6,5     | 5,0     | 0         | 0         | 0,0       | 0         | 2         | 0      | 0      | 0      | 0      |
| Всего | Всего         | 43   | 62      | 47      | 109     | 22,5    | 17,0    | 0         | 0         | 0,0       | 0         | 3         | 0      | 0      | 0      | 4      |

### Профессиональная карьера
Перед драфтом НФЛ 2021 года аналитик издания Bleacher Report Джастис Москеда среди достоинств Кунса называл его продуктивность за сравнительно небольшое количество времени на поле, уровень атлетизма и навыки игры в пас-раше. К недостаткам он относил нехватку мышечной массы и неэффективность при игре против выносного нападения. Опасения вызывали и возможные последствия травмы ноги, из-за которой Кунс был вынужден пропустить матч звёзд выпускников колледжей. Москеда прогнозировал ему выбор в шестом раунде драфта и будущее в статусе игрока ротации.
На драфте Кунс был выбран клубом «Лас-Вегас Рэйдерс» в третьем раунде под общим 79 номером. В июле он подписал четырёхлетний контракт на общую сумму 5 млн долларов. В основной состав команды он не пробился, получив игровое время только в заключительной части регулярного чемпионата. В пяти проведённых матчах Кунс сделал два сэка. Главной его проблемой стали неудачные действия против выноса.

#### Статистика выступлений в НФЛ

##### Регулярный чемпионат
| Сезон | Команда           | Игры | Захваты | Захваты | Захваты | Захваты | Захваты | Перехваты | Перехваты | Перехваты | Перехваты | Перехваты | Фамблы | Фамблы | Фамблы | Фамблы |
| Сезон | Команда           | Игры | Solo    | Ast     | Tot     | Loss    | Sk      | Int       | Yds       | Y/R       | TD        | PD        | FR     | Yds    | TD     | FF     |
| ----- | ----------------- | ---- | ------- | ------- | ------- | ------- | ------- | --------- | --------- | --------- | --------- | --------- | ------ | ------ | ------ | ------ |
| 2021  | Лас-Вегас Рэйдерс | 5    | 2       | 1       | 3       | 2       | 2,0     | 0         | 0         | 0,0       | 0         | 0         | 0      | 0      | 0      | 0      |
| Всего | Всего             | 5    | 2       | 1       | 3       | 2       | 2,0     | 0         | 0         | 0,0       | 0         | 0         | 0      | 0      | 0      | 0      |